# Нам Бо Ра
Нам Бо Ра (кор. 남보라) — південнокорейська акторка.

## Біографія
Нам Бо Ра народилася 27 листопада 1989 року у столиці Республіки Корея місті Сеул. Свою акторську кар'єру вона розпочала у 2006 році з невеликої ролі у телесеріалі, у наступні роки вона грала другорядні ролі у фільмах та серіалах. Свою першу нагороду акторка отримала у 2011 році за роль у серіалі «Слава Джейн». Підвищення популярності Бо Ри пов'язане з ролями у популярних серіалах «Місяць, що обіймає сонце» та «Не дивись назад: Легенда про Орфея».

## Фільмографія

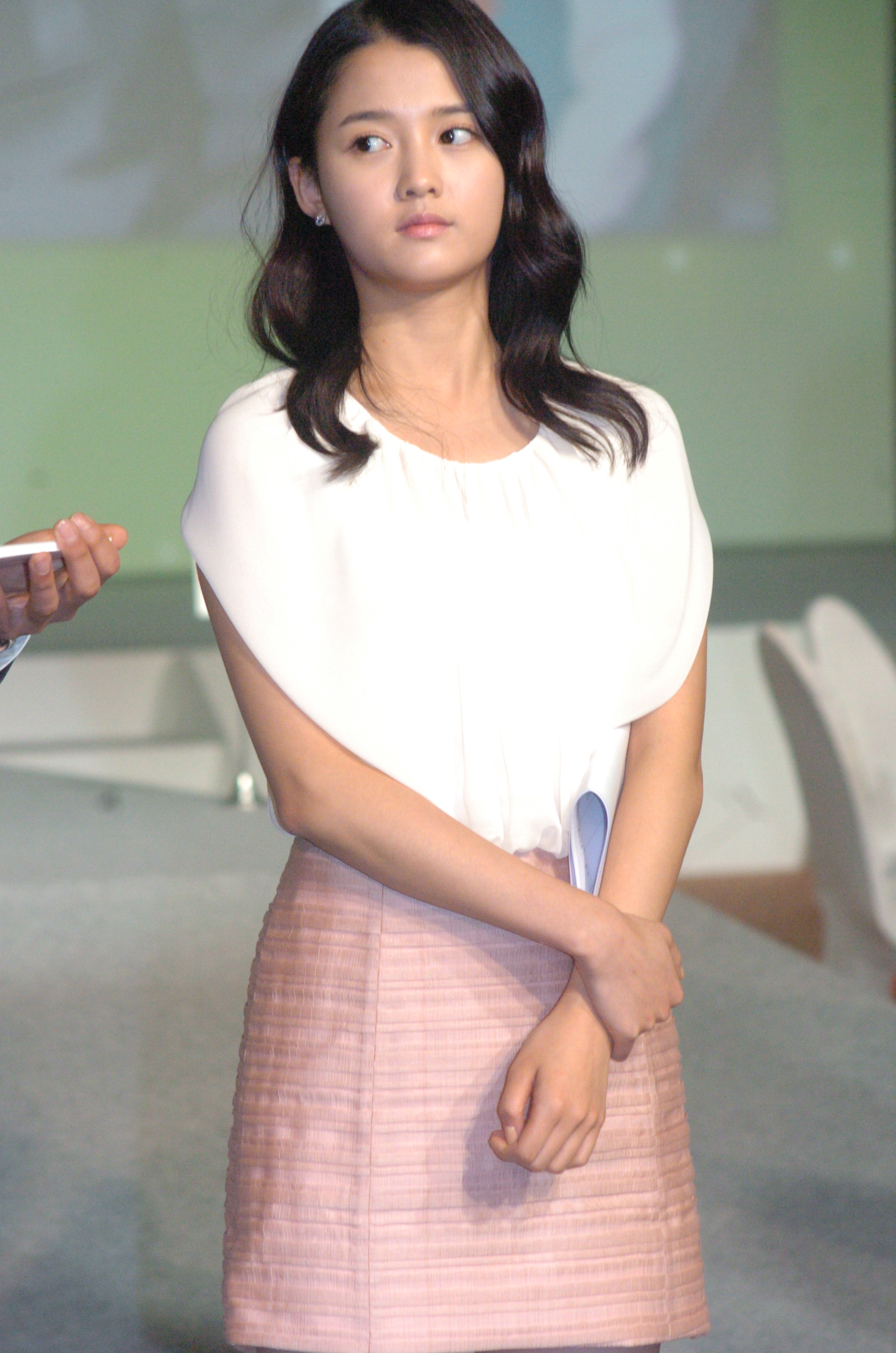
Нам Бо Ра навесні 2012 року

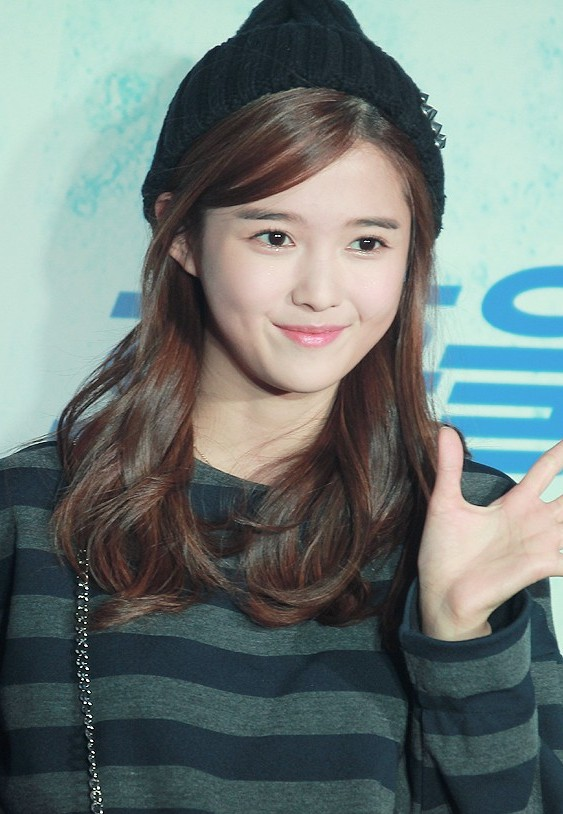
Нам Бо Ра восени 2013 року

### Телевізійні серіали
| Рік  | Назва                                                | Роль                      | Мережа          |
| ---- | ---------------------------------------------------- | ------------------------- | --------------- |
| 2006 | «Подивися назад з посмішкою»                         | Нам Бо Ра                 | KBS2            |
| 2010 | «Дорога № 1»                                         | Кім Су Хї                 | MBC             |
| 2010 | «Останній флешмен»                                   | Чо А Ра                   | KBS2            |
| 2010 | «Одного разу в Саенчхорі»                            | О На Йон                  | tvN             |
| 2011 | «Слава Джейн»                                        | Кім Чін Чжу               | KBS2            |
| 2012 | «Місяць, що обіймає сонце»                           | принцеса Мінхва           | MBC             |
| 2013 | «Не дивись назад: Легенда про Орфея»                 | Хан Ї Хьон                | KBS2            |
| 2013 | «Пам'ять у моєму старому гаманці» (спеціальна драма) | Че Су А                   | KBS2            |
| 2013 | «Відкинь кохання подалі»                             | Сон Ин Чжу                | MBC             |
| 2014 | «Тільки любов»                                       | Кім Сет Бьоль             | SBS             |
| 2015 | «Моє серце тріпоче»                                  | Лі Сун Чон                | SBS             |
| 2015 | «Любовний детектив Шерлок К.» (вебдрама)             | Кан Да Хе / Шерлок К.     | KBS1 / Naver TV |
| 2016 | «Іскра»                                              | Сон Ха Ниль               | Naver TV        |
| 2017 | «Розквіт кохання»                                    | Чін Бо Ра                 | KBS1            |
| 2018 | «Топ-зірка Ю Пек»                                    | Но Хє Вон (серії 7 та 11) | tvN             |
| 2021 | «Пентхаус» (2 сезон)                                 | камео                     | SBS             |
| 2022 | «Зараз прекрасно»                                    | Кім Ю Чжін                | KBS2            |
| 2022 | «Сьогоднішній вебтун»                                | Чан Хе Мі                 | SBS             |

### Фільми
| Рік  | Назва                                   | Роль                 |
| ---- | --------------------------------------- | -------------------- |
| 2010 | «Смертельний дзвінок 2: Кривавий табір» | Хьон А               |
| 2010 | «Я бачив Диявола»                       | донька шефа О        |
| 2011 | «Сонячний день»                         | юна Со Ким Ок        |
| 2012 | «Виття»                                 | Чон А                |
| 2012 | «Історія жахів»                         | Пак Чжі              |
| 2012 | «Не плач мамо»                          | Ин А                 |
| 2013 | «Підозрюваний»                          | дружина Чі Дон Чхуля |
| 2015 | «Мун Йон»                               | Йон Ин               |
| 2017 | «Мати»                                  | донька               |

### Кліпи
- Ache Aching (Sol Flower, 2003 рік)
- Leaving (Noel, 2012 рік)
- Hello (NU'EST, 2013 рік)
- The Space Between (Со Ю, Квон Су Ніль, Пак Йонг Ін, 2014 рік)

## Нагороди
| Рік  | Нагорода                                   | Категорія                | Робота                                                                 | Результат | Прим. |
| ---- | ------------------------------------------ | ------------------------ | ---------------------------------------------------------------------- | --------- | ----- |
| 2011 | 19-та Премія Корейської культури та розваг | Краща нова акторка драми | «Одного разу в Саенчхорі» «Слава Джейн»                                | Перемога  | [ 2 ] |
| 2012 | 31-ша Премія MBC драма                     | Краща нова акторка       | «Місяць, що обіймає сонце»                                             | Номінація |       |
| 2013 | 49-та Премія мистецтв Пексан               | Краща нова акторка       | «Не плач мама»                                                         | Номінація |       |
| 2013 | 34-та Кінопремія Блакитний дракон          | Краща нова акторка       | «Не плач мама»                                                         | Номінація |       |
| 2013 | 27-ма Премія KBS драма                     | Краща нова акторка       | «Не дивись назад: Легенда про Орфея» «Пам'ять у моєму старому гаманці» | Номінація |       |
| 2014 | 3-я Премія «Зірок МААТР»                   | Краща нова акторка       | «Тільки любов»                                                         | Перемога  | [ 3 ] |
| 2014 | 22-га Премія SBS драма                     | Нова зірка               | «Тільки любов»                                                         | Перемога  | [ 4 ] |